# Pierre Berthelot
Pierre Berthelot (1943 – 7 de dezembro de 2023) foi um matemático francês.
Foi professor da Universidade de Rennes.

## Publicações
- Berthelot, Pierre Cohomologie cristalline des schémas de caractéristique p>0.  Lecture Notes in Mathematics, Vol. 407. Springer-Verlag, Berlin-New York, 1974. 604 pp.
- Berthelot, Pierre; Ogus, Arthur Notes on crystalline cohomology. Princeton University Press, Princeton, N.J.; University of Tokyo Press, Tokyo, 1978. vi+243 pp. ISBN 0-691-08218-9